# Frontera entre Kazajistán y Kirguistán
La frontera entre Kazajistán y Kirguistán forma una línea de 1 051 kilómetros que separa el norte de Kirguistán y el sudeste de Kazajistán. Inicia al oeste en el punto formado por la frontera entre estos dos países y Uzbekistán y se dirige hacia el este hasta la triple frontera constituida por las conjunción de Kazajistán y de Kirguistán con aquellos de China. Al este, pasa cerca de la cumbre del Jengish Chokusu, del lago Issyk-Kul en Kirguistán, y del Khan Tengri en Kazajistán.
Fue establecida como frontera internacional con la disolución de la Unión Soviética en 1991. En 2008 entró en vigor un tratado bilateral de reconocimiento de fronteras entre ambos países. si bien el acuerdo defnitivo no será firmado hasta fines de 2017.

## Características
Esta frontera está atravesada por la antigua ruta de la seda. Bordea de oeste a este las provincias de Talas, de Chuy y de Ysyk-Kol en Kirguistán, y los óblast de Kazajistán Meridional, de Zhambyl y de Almatý en Kazajistán.

## Pasajes

### Puntos de pasaje ferroviario
Solo existe una línea que conecta ambos países.

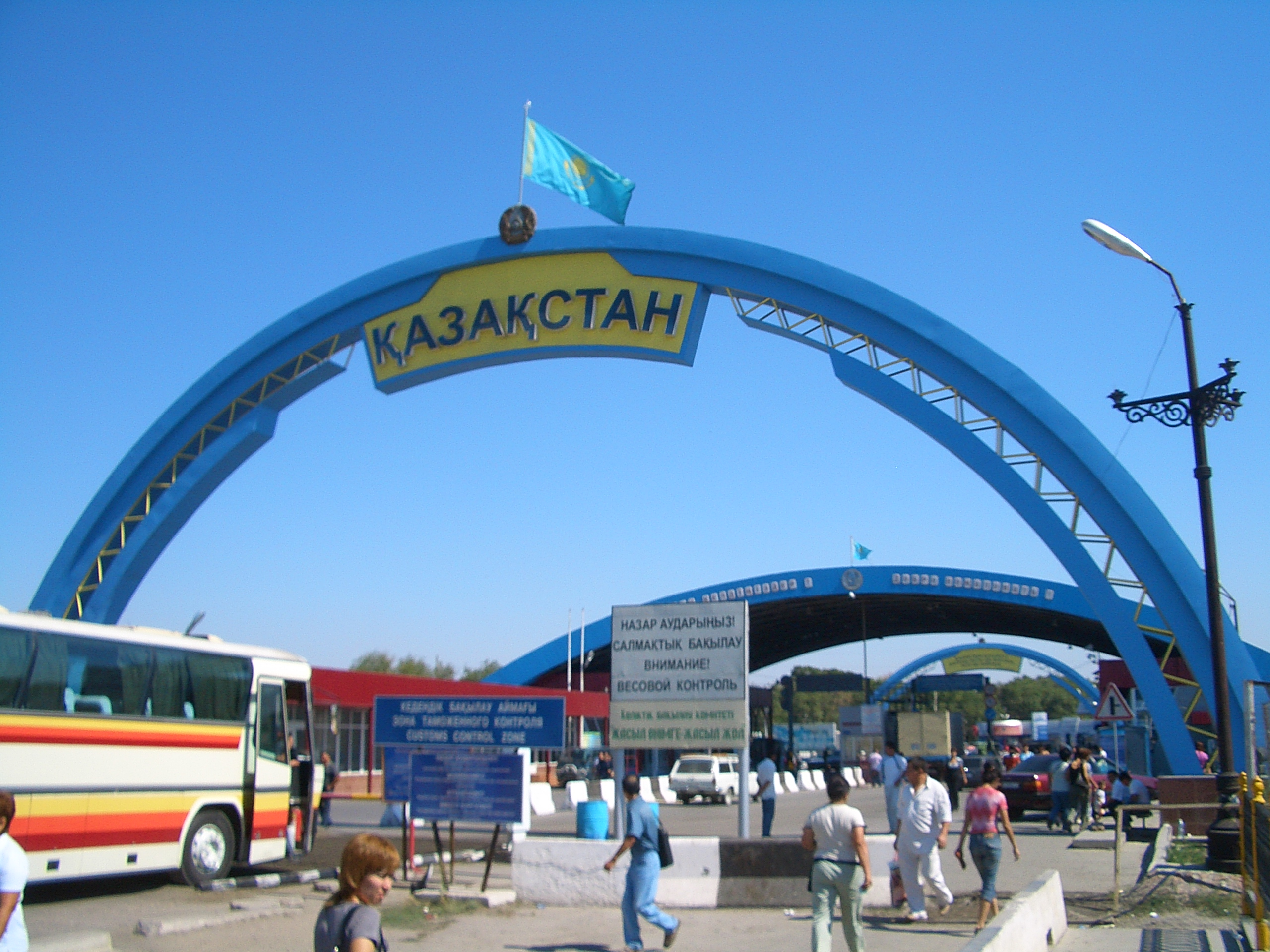
Puesto fronterizo entre Kirguistán y Kazajistán.

| Código UIC | Línea de Kazajistán | Estación de Kazajistán | Operador | Línea de Kirguistán | Estación de Kirguistán | Operador | Remarces                   |
| ---------- | ------------------- | ---------------------- | -------- | ------------------- | ---------------------- | -------- | -------------------------- |
| 1211       | Turksib             | Lugovoy                | KTZ      | -                   | -                      | KTJ      | Vía única no electrificada |